# Naugawan Sadat
Naugawan Sadat là một thị xã và là một nagar panchayat của quận Jyotiba Phule Nagar thuộc bang Uttar Pradesh, Ấn Độ.

## Nhân khẩu
Theo điều tra dân số năm 2001 của Ấn Độ, Naugawan Sadat có dân số 27.075 người. Phái nam chiếm 52% tổng số dân và phái nữ chiếm 48%. Naugawan Sadat có tỷ lệ 44% biết đọc biết viết, thấp hơn tỷ lệ trung bình toàn quốc là 59,5%: tỷ lệ cho phái nam là 51%, và tỷ lệ cho phái nữ là 37%. Tại Naugawan Sadat, 18% dân số nhỏ hơn 6 tuổi.